# عمر الرقيق
عمر الرقيق هو لاعب كرة قدم يلعب كمدافع لنادي نادي أرسنال والمنتخب التونسي.